# Dipturus acrobelus
Dipturus acrobelus är en rockeart som beskrevs av Last, White och Pogonoski 2008. Dipturus acrobelus ingår i släktet Dipturus och familjen egentliga rockor. IUCN kategoriserar arten globalt som livskraftig. Inga underarter finns listade i Catalogue of Life.